# Просяные Поляны
Просяные Поляны — село в Кадомском районе Рязанской области. Входит в Восходское сельское поселение.

## География
Село находится на реке Теньтевка в 4 км к востоку от Восхода и в 18 км к западу от Кадома (24 км по автодорогам). Вокруг села расположены обширные поля, в 2 км восточнее находится лесной массив.

## История
Первое упоминание села относится к 1680 году. В 1890 году по церковному ведомству открылась начальная школа.

## Население
| 1984 | 2010 | 2023 |
| ---- | ---- | ---- |
| 100  | ↘15  | ↘12  |

## Транспорт
В полукилометре к северу от села проходит автодорога Сасово — Кадом, имеется подъездная дорога от неё к селу, продолжающаяся далее на юг к Варваровке.